# Хоя
Хоя (пол. Choja) — село в Польщі, у гміні Збучин Седлецького повіту Мазовецького воєводства.
Населення — 134 особи (2011).
У 1975-1998 роках село належало до Седлецького воєводства.

## Демографія
Демографічна структура станом на 31 березня 2011 року:
|          | Загалом | Допрацездатний вік | Працездатний вік | Постпрацездатний вік |
| -------- | ------- | ------------------ | ---------------- | -------------------- |
| Чоловіки | 65      | 14                 | 44               | 7                    |
| Жінки    | 69      | 20                 | 34               | 15                   |
| Разом    | 134     | 34                 | 78               | 22                   |